# Hanns Seidel
Franz Wendelin "Hanns" Seidel (12 de octubre de 1901 - 5 de agosto de 1961) fue un político alemán que se desempeñó como ministro presidente de Baviera de 1957 a 1960. Fue miembro, y de 1955 a 1961 presidente, de la Unión Social Cristiana de Baviera (CSU).

## Biografía
Hanns Seidel estudió leyes en Jena, Freiburg y Würzburg, donde se graduó en 1929. Trabajó como abogado en Aschaffenburg y se casó con Ilse Tenter, con quien tuvo dos hijos. Como estricto católico, se unió al Partido Popular de Baviera en 1932. Su franqueza sobre su oposición a los nazis pronto lo metió en problemas y tuvo que retirar su candidatura para el consejo municipal de Aschaffenburg. Brevemente tuvo que escapar a Memel (ahora Klaipeda) en Prusia Oriental para evitar ser arrestado, pero regresó a casa poco después.
Fue elegido miembro del Parlamento Regional Bávaro en 1946. Como liberal-conservador, apoyó a la facción multiconfesional de su partido. Fue nombrado ministro de Economía en 1947 y ocupó este puesto hasta la derrota electoral de la CSU en 1954. Fue una figura importante en los esfuerzos de reconstrucción en la Baviera de la posguerra. También fue muy apreciado por el canciller alemán, Konrad Adenauer, quien intentó sin éxito convencerlo para que ocupara un puesto en el gobierno federal. En 1954, fue nombrado orador para la oposición. Un año después, se convirtió en presidente de la CSU, derrotando a Franz Josef Strauß en una votación muy disputada. Como presidente, se localizó en modernizar el partido y su política.
Después de las elecciones de 1957, se convirtió en primer ministro bávaro el 16 de octubre de ese año. Tuvo que renunciar a este puesto el 21 de enero de 1960 por razones de salud y murió un año después, a la edad de 59 años, en Múnich.
La Hanns-Seidel-Stiftung (Fundación Hanns Seidel) fue nombrada en su honor.